# Дурдін Володимир Володимирович
Володимир Володимирович Дурдін (26 квітня 1956, Омськ, РРСФР, СРСР — 28 травня 1990, Латвійська РСР) — радянський хокеїст, нападник або захисник. Рекордсмен клуба «Динамо» (Рига) за кількістю проведених матчів у вищій лізі СРСР.

## Біографічні відомості
Вихованець омської хокейної школи (перший тренер — Роберт Чудінов). Два сезони захищав кольори місцевої команди майстрів «Шинник». Наприкінці сезону 1975/1976 гравця силового плану з митєвим і потужним кидком запросив клуб вищої ліги «Динамо» (Рига). У латвійському колективі починав центральним нападником, але згодом перекваліфікувався у захисника. За 14 сезонів в елітному дивізіоні провів 590 матчів, що є найкращим показником серед гравців клубу. Грав під керівництвом Віктора Тихонова, Евалда Грабовського і Володимира Юрзінова. Срібний призер чемпіонату СРСР 1988 року. Майстер спорту СРСР.
Залучався до другої збірної Радянського Союзу. Зокрема, у грудні 1978 команда Бориса Майорова і Ігоря Тузика провела шість матчів проти клубів Всесвітньої хокейної асоціації. Результат серії — чотири перемоги, одна нічия і одна поразка. Володимир Дурдін брав участь у трьох поєдинках. Разом з ним у турне грали одноклубники В'ячеслав Назаров і Анатолій Ємельяненко. Через десять років, по сім матчів проти команд Національної хокейної ліги провели ЦСКА (Москва) і «Динамо» (Рига). Латвійська команда здобула перемоги в поєдинках з «Лос-Анджелес Кінгс» і «Міннесота Норт-Старс», а також зіграли внічию з «Калгарі Флеймс». Цього разу Володимир Дурдін був учасником всіх матчів серії.
1989 року перейшов до фінської команди «Ессет» (Порі). За підсумками сезону клуб став переможцем другого дивізіону і здобув путівку до елітної ліги. Володимир Дурдін увійшов до символічної збірної турніру (разом з Яромиром Шинделом, Тапіо Лево, Арто Хейсканеном, Олексієм Фроликовим і Арто Яванайненом). Навесні з ним був укладений новий контракт, але вранці 28 травня 1990 року загинув в автомобільній аварії між Лігатне і Сігулдою.
Брат-близнюк Михайло Володимирович Дурдін (26.05.1956) тринадцять сезонів захищав кольори «Авангарда». Бомбардир № 15 в історії команди (142 закинуті шайби). Також грав за СКА (Новосибірськ). Син Сергій Володимирович Дурдін (01.01.1980) виступав за юнацьку, молодіжну і національну збірні Латвії. У Східноєвропейській хокейній лізі був гравцем «Металурга» (Лієпая) і «Риги-2000» — 135 матчів (29+21). Чотири сезони грав у лігах Північної Америки. Зокрема, у Американській хокейній лізі провів 2 гри, в Інтернаціональній лізі — 79 («Форт-Вейн Кометс»).
Омський «Авангард» вважає Володимира Дурдіна одним з найкращих своїх вихованців, — і не зважаючи на те, що за клуб провів лише два сезони у першій лізі — светр з номером «19», під яким він тут виступав, розташований під стелею омського палацу спорту.

## Досягнення
- Віце-чемпіон СРСР (1): 1988

## Статистика
| Сезон                | Клуб                 | Ліга                 | І   | Г  | П  | О   | ШХ  |
| -------------------- | -------------------- | -------------------- | --- | -- | -- | --- | --- |
| 1974-75              | «Хімік» (Омськ)      | Д-2                  | 28  | 5  | 0  | 5   | 16  |
| 1975-76              | «Шинник» (Омськ)     | Д-2                  | 37  | 7  | 0  | 7   | 23  |
| Всього у першій лізі | Всього у першій лізі | Всього у першій лізі | 65  | 12 | 0  | 12  | 39  |
|                      | «Динамо» (Рига)      | Д-1                  | 10  | 1  | 1  | 2   | 2   |
| 1976-77              | «Динамо» (Рига)      | Д-1                  | 33  | 2  | 2  | 4   | 14  |
| 1977-78              | «Динамо» (Рига)      | Д-1                  | 36  | 2  | 2  | 4   | 24  |
| 1978-79              | «Динамо» (Рига)      | Д-1                  | 41  | 5  | 6  | 11  | 68  |
| 1979-80              | «Динамо» (Рига)      | Д-1                  | 44  | 1  | 1  | 2   | 22  |
| 1980-81              | «Динамо» (Рига)      | Д-1                  | 49  | 1  | 10 | 11  | 62  |
| 1981-82              | «Динамо» (Рига)      | Д-1                  | 53  | 6  | 13 | 19  | 72  |
| 1982-83              | «Динамо» (Рига)      | Д-1                  | 56  | 7  | 6  | 13  | 59  |
| 1983-84              | «Динамо» (Рига)      | Д-1                  | 44  | 8  | 7  | 15  | 38  |
| 1984-85              | «Динамо» (Рига)      | Д-1                  | 52  | 7  | 5  | 12  | 51  |
| 1985-86              | «Динамо» (Рига)      | Д-1                  | 40  | 4  | 7  | 11  | 36  |
| 1986-87              | «Динамо» (Рига)      | Д-1                  | 38  | 1  | 5  | 6   | 26  |
| 1987-88              | «Динамо» (Рига)      | Д-1                  | 50  | 3  | 6  | 9   | 35  |
| 1988-89              | «Динамо» (Рига)      | Д-1                  | 44  | 10 | 3  | 13  | 28  |
| Всього у вищій лізі  | Всього у вищій лізі  | Всього у вищій лізі  | 590 | 58 | 74 | 132 | 537 |
| 1989-90              | «Ессет» (Порі)       | Д-2                  | 43  | 14 | 35 | 49  | 18  |

У серії матчів з клубами Національної хокейної ліги:
| № | Дата       | Місце        | Господарі              | Рахунок | Гості           | Голи                                                                  |
| - | ---------- | ------------ | ---------------------- | ------- | --------------- | --------------------------------------------------------------------- |
| 1 | 27.12.1988 | Калгарі      | «Калгарі Флеймс»       | 2-2     | «Динамо» (Рига) | Березан, Лооб — Керч, Белявський                                      |
| 2 | 28.12.1988 | Едмонтон     | «Едмонтон Ойлерз»      | 2-1     | «Динамо» (Рига) | Куррі, Мессьє — Вітоліньш                                             |
| 3 | 30.12.1988 | Ванкувер     | «Ванкувер Канакс»      | 6-1     | «Динамо» (Рига) | Стерн, Бредлі (2), Танті, Сандлак, Педерсон — Знарок                  |
| 4 | 31.12.1988 | Лос-Анджелес | «Лос-Анджелес Кінгс»   | 3-5     | «Динамо» (Рига) | Ніколс, Макбін, Грецкі — Семенов, Ломакін, Селянин, Фроліков, Смирнов |
| 5 | 04.01.1989 | Чикаго       | «Чикаго Блекгокс»      | 4-1     | «Динамо» (Рига) | Конройд, Лармер, Крейтон, Сеніпасс — Яшин                             |
| 6 | 05.12.1989 | Сент-Луїс    | «Сент-Луїс Блюз»       | 5-0     | «Динамо» (Рига) | Галл, Кавалліні, Раглен, Геркес, Беннінг                              |
| 7 | 07.01.1989 | Блумінгтон   | «Міннесота Норт-Старс» | 1-2     | «Динамо» (Рига) | Марук — Акулінін, Скосирєв                                            |